# Vexin-sur-Epte
Vexin-sur-Epte é uma comuna francesa na região administrativa da Normandia, no departamento de Eure. Estende-se por uma área de 114.49 km². Em 2010 a comuna tinha 6 145 habitantes (densidade: 53,7 hab./km²).
Foi criada em 1 de janeiro de 2016, após a fusão das antigas comunas de Écos (sede), Berthenonville, Bus-Saint-Rémy, Cahaignes, Cantiers, Civières, Dampsmesnil, Fontenay-en-Vexin, Forêt-la-Folie, Fourges, Fours-en-Vexin, Guitry, Panilleuse e Tourny.